# Stojanów (województwo łódzkie)
Stojanów – wieś w Polsce położona w województwie łódzkim, w powiecie sieradzkim, w gminie Goszczanów.
Wieś w odległości 3 km od Goszczanowa.

## Części wsi
| SIMC    | Nazwa | Rodzaj    |
| ------- | ----- | --------- |
| 0703747 | Modła | część wsi |

## Historia
Wspomniana po raz pierwszy w 1386 r., kiedy należała do Korabitów Stojanowskich. Była to typowa wioska szlachecka. Zachował się neoklasycystyczny dworek z 2 ćw. XIX w., murowany, parterowy, z mieszkalnym poddaszem. Na osi ganek, naroża budynku ujęte w kanelowane pilastry. Układ wnętrza dwutraktowy, dach dwuspadowy. W latach 80. XX w., już jako ruinę, dwór oddano w prywatne ręce.
W latach 1975–1998 miejscowość położona była w województwie sieradzkim.

## Zabytki
Według rejestru zabytków Narodowego Instytutu Dziedzictwa na listę zabytków wpisane są obiekty:
- zespół dworski, XVIII w., XIX w.:
- dwór, nr rej.: kl.IV-73/91/56 z 1.08.1956
- park, nr rej.: 306 z 28.08.1982